# Јабланце (Дуплек)
Јабланце (словен. Jablance) је насељено место у општини Дуплек, Подравска регија, Словенија.

## Историја
До територијалне реорганизације у Словенији биле су у саставу старе општине Марибор.

## Становништво
У попису становништва из 2011. године, Јабланце су имале 225 становника.
| Број становника према пописима | Број становника према пописима | Број становника према пописима |
| ------------------------------ | ------------------------------ | ------------------------------ |
| 1991                           | 2002                           | 2011                           |
| 206                            | 200                            | 225                            |